# Ján Horecký
Ján Horecký (ur. 8 stycznia 1920 w Stupawie, zm. 11 sierpnia 2006 tamże) – słowacki językoznawca. Do jego zainteresowań naukowych należały: leksykologia, leksykografia, terminologia, gramatyka, stylistyka, kultura językowa, językoznawstwo ogólne, łacina.

## Życiorys
W latach 1939–1944 studiował na Wydziale Filozoficznym Uniwersytetu Komeńskiego w Bratysławie (język słowacki i łacina). W 1944 r. otrzymał „mały doktorat” (PhDr.); w 1956 r. uzyskał stopień kandydata nauk, w 1964 r. zaś stopień doktora nauk. W 1968 r. został mianowany profesorem. Przez prawie 50 lat był zatrudniony w Instytucie Językoznawstwa Słowackiej Akademii Nauk i Sztuk.
Rozwinął teorię i metodologię badań lingwistycznych w Słowacji. Był prekursorem nowoczesnych badań terminologicznych na gruncie słowackim. Istotny jest również jego wkład w dziedzinie kultury języka. Opracował oryginalną teorię języka literackiego. Położył podwaliny pod badania fonologii i gramatyki słowackiej, inspirowane impulsami generatywnymi.   
Autor ok. 30 monografii. Jego dorobek obejmuje m.in. publikację Základy slovenskej terminológie (1956) i wielojęzyczny słownik terminologii: Slovník slovanské lingvistické terminologie (1957); do najistotniejszych jego publikacji należą także: Slovotvorná sústava slovenčiny (1959), Morfematická štruktúra slovenčiny (1964) oraz monografie zagraniczne: Variation in Language (1992), Semantic of Derived Words (1994). Członek rady redakcyjnej czasopisma „Slovenská reč” oraz jeden z głównych jego autorów.  
Opracował szereg podręczników akademickich: Úvod do jazykovedy (1975), Slovenská lexikológia: Tvorenie slov (1971), Lexikológia (1980) i inne. Współpracował przy tworzeniu Encyklopédii jazykovedy (1993), fundamentalnego dzieła encyklopedycznego.  
Za swoje zasługi został odznaczony Krzyżem Pribiny I klasy.

## Wybrana twórczość
- Základy slovenskej terminológie. Bratysława: SAV, 1956.
- Základy jazykovedy. Bratysława: Slovenské pedagogické nakladateľstvo, 1978.
- Spoločnosť a jazyk. Bratysława: Veda, 1982.
- Slovenčina v našom živote. Bratysława: Slovenské pedagogické nakladateľstvo, 1988.